# Roman Dworzyński
Roman Dworzyński (ur. 8 czerwca 1934 w Rządzy) – polski szachista.

## Kariera szachowa
Pierwsze sukcesy szachowe odniósł w roku 1951, zdobywając w Zakopanem tytuł wicemistrza Polski juniorów oraz debiutując w Łodzi w finale mistrzostw Polski seniorów. Do roku 1957 brał udział we wszystkich 7 finałach, największy sukces odnosząc w roku 1955 we Wrocławiu, gdzie zdobył srebrny medal. Dzięki temu sukcesowi zakwalifikował się do drużyny narodowej i wystąpił na olimpiadzie szachowej w Moskwie w roku 1956 (na III szachownicy uzyskał 8½ pkt w 15 partiach). W roku 1955 wystąpił w międzynarodowym turnieju w Erfurcie, zaś rok później w Mariańskich Łaźniach, ale nie osiągnął w nich sukcesów. Posiada tytuł mistrza krajowego. W roku 1958 praktycznie zakończył karierę szachową, w kolejnych latach sporadycznie występując w turniejach drużynowych.
Według retrospektywnego systemu Chessmetrics, najwyżej sklasyfikowany był we wrześniu 1956 r., zajmował wówczas 261. miejsce na świecie.